# Athletic Club de Boulogne-Billancourt (cyclisme)
Pour les articles homonymes, voir ACBB.
Cet article concerne la section cyclisme de l’ACBB. Pour le club omnisports, voir Athletic Club de Boulogne-Billancourt.
L'Athletic Club de Boulogne-Billancourt (AC Boulogne-Billancourt) est une équipe française de cyclisme sur route et de VTT. 

## Histoire
Le club a été fondé en 1924 sous le nom d'Association Cycliste de Boulogne-Billancourt. En 1943, plusieurs clubs de la ville fusionnent. Les initiales ACBB sont conservés pour donner un nouveau nom : Athletic Club de Boulogne-Billancourt. Les couleurs de l'équipe, le gris et l'orange sont également conservées. 
Le club fut professionnel dans les années 1960 et œuvra alors sous plusieurs nom : ACBB-Leroux-Helyett en 1959 et 1960, ACBB-Helyett-Saint-Raphaël en 1962. Jacques Anquetil et Jean Stablinski font partie de l'équipe. Le club souhaitait construire un vélodrome à Boulogne-Billancourt mais Jacques Goddet fit pression pour que le projet échoue et ne concurrence pas le Parc des Princes qui disposait alors d'une piste cycliste. En 1986, le club organisa dans les rues de Boulogne-Billancourt le contre-la-montre du Tour de France 1986. 
Évoluant depuis de nombreuses années en amateur, le club se concentre sur la formation des coureurs et recrute également à l'étranger dans les pays de l'est : les Estoniens Jaan Kirsipuu et Lauri Aus ainsi que les Polonais Grzegorz Gwiazdowski et Marek Rutkiewicz. L'ACBB a également formé Bernard Thévenet et Stephen Roche. Malheureusement depuis le milieu des années 1990 le club a connu plusieurs crises qui l'on fait chuter dans la hiérarchie française, au point qu'à l'heure actuelle, il se concentre davantage sur l'Ufolep que sur les grandes courses FFC.

## Liste des présidents
- 1924 : Albert Jouandin
- 1925-1927 : Lucien Aubel
- 1928-1931 : Albert Jouandin
- 1932-1933 : Vital Burson
- 1934-1936 : Alexis Bourdois
- 1937-1939 : René Tromenschlager
- 1940-1971 : Eugène Gribeauval
- 1972-1976 : Simon Chevallier
- 1977-1980 : Marcel Lucas
- 1981-1997 : Gérard Leroy
- 1997- : Philippe Leroy[1]

## Coureurs emblématiques
Plus de 300 coureurs ont été formés, et sont devenus professionnels, ou ont couru, sous les couleurs de l'ACBB.
| - Phil Anderson - Allan Peiper - Jacques Anquetil - Lauri Aus - Serge Beucherie - Siro Bianchi - Serge Blusson - Bernard Bourreau - Jonathan Boyer dit Jacques Boyer - Niels Brouzes - André Darrigade - Jean Forestier - Roger Rioland - Grzegorz Gwiazdowski - Jaan Kirsipuu - Robert Millar - Régis Ovion - Daniel Proust - Maurice Quentin - Stephen Roche - Marek Rutkiewicz - Jean Stablinski - Bernard Thévenet |

## Palmarès
- 5 médailles Olympiques
- 10 titres de Champion du Monde
- 117 titres de Champion de France